# ファンコット
ファンコット（Funkot）とは、2000年初頭にインドネシアの首都ジャカルタのコタ地区で誕生した音楽ジャンルの一つ。
インドネシアの歌謡曲であるダンドゥットなどのハウス・リミックスをもとに誕生したテンポの速い(180-200BPM)ダンスミュージックである。
日本では2009年の発見当初ファンキー・コタ（Funky kota）と呼ばれていたが現在ではファンコット（Funkot）という呼び方が一般的になっている。

## 特徴
ファンキービートと呼ばれる独特なドラム・ビートと太いベースライン、大胆かつリズミカルなサンプリングボイスが特徴。
途中でテンポが遅くなるダウンビートと呼ばれる展開のある楽曲が存在し、このダウンビートを利用する事よって柔軟かつ幅広いリミックスが可能。
楽曲のスタイル・サブジャンルに関しては、華僑のニーズに対応して作られた中国語圏のヒット曲のリミックスであるマンダリン(Mandarin)や、ミニマルでストイックな構成のハードファンク(Hardfunk)、前述のダウンビートにEDMやダッチ・ハウス、ダブステップやハードスタイルなど欧米における流行ジャンルを取り入れた楽曲等が存在する。

## 主なDJ/リミキサー
インドネシア
- Cyber DJ Team
  - Jockie "Dr. Beat" Saputra
  - Andy (NRC/955)
  - Apin©17 (M3)
  - DeaLy (Remix4Life)
  - Franky
  - Ivan
  - PpT (L3)
  - Ricko
  - Ronny (LBDJS)
  - Y2nk
- NRC DJ Team
  - Andy
  - Aroel
  - Bryan
  - Endro Chan
  - VDP
- L3 Remix
  - Willy_L3
  - aGas_L3
  - echo_L3
  - ©NoX2_L3
  - PpT
  - Use_L3
- M3 DJ Team
  - Nicko
  - Apin©17
- Sound of 955 (KMI)
  - Andy
  - Gugun
  - Ricko
  - VDP

日本
- Dugem Rising DJ Team
  - DJ JET BARON
  - shisotex
  - JOCKIE "MASTABASS" SUAMA
  - KazuyaP
  - totsumal
  - Aki
  - Liet
- DUGEM BAYANGAN DJ Team
  - 床上中
  - DJ Shun (a.k.a. Soloist)
  - TAHU
  - JT
  - sige
  - NAO
  - WAKU
  - りす
  - N4OKI
- Dugem Di Barat DJ Team
  - Richiter
  - hayabusa
  - Tagosaku
  - Tomoyu
  - ned
  - LZ a.k.a. 百合蔵
  - るえ
  - sam
- NRC DJ Team
  - DJ YAMA a.k.a. Fmaster jp
  - DJ Shun (a.k.a. Soloist)

## 主なDJチーム
インドネシア
- Cyber DJ Team (SMM Records)
- NRC DJ Team - Andyによるチーム
- Golden Crown DJ Team
- Lucky Beatz DJ School (LBDJS Records)
- Sound of 955 (KMI)
- Remix4Life - DeaLyによるチーム
- L3 Remix - Willy_L3によるチーム

日本
- DUGEM RISING
- DUGEM BAYANGAN
- Dugem Di Barat
- FJ.UTARA
- NINJA REMIXING
- 大日本ティッケー軍
- Dugem In Da VR